# Женская сборная Ямайки по баскетболу 3×3
Женская сборная Ямайки по баскетболу 3×3 представляет Ямайку на международных соревнованиях по баскетболу 3×3. Управляющим органом является Ассоциация баскетбола Ямайки (англ. Jamaica Basketball Association).
По состоянию на 16 сентября 2024, женская сборная Ямайки по баскетболу 3×3 занимает 58-е место в мировом рейтинге ФИБА женских сборных по баскетболу 3×3.

## Результаты выступлений
| Турнир                           | Золото | Серебро | Бронза | Всего |
| -------------------------------- | ------ | ------- | ------ | ----- |
| Чемпионат Америки (3×3 AmeriCup) | —      | —       | —      | —     |
| Панамериканские игры             | —      | —       | —      | —     |
| Итого                            | —      | —       | —      | —     |

### Чемпионат Америки по баскетболу 3×3 (AmeriCup)
| Год           | Место | Игры | Победы | Поражения | Состав команды                                                                                    |
| ------------- | ----- | ---- | ------ | --------- | ------------------------------------------------------------------------------------------------- |
| Майами 2021   | 13    | 2    | 1      | 1         | Antoinette Bannister, Ashalee Gordon, Jose-Ann Johnson, Tracey-Ann Kelly                          |
| Майами 2022   | 5     | 5    | 3      | 2         | Ashalee Gordon, Morgan Asha Symouree Green, Tashawna Melanie Higgins, Tracey-Ann Kelly            |
| Сан-Хуан 2023 | 6     | 3    | 1      | 2         | Jessica Lenna Fairweather, Christeina Gale Bryan, Tashawna Melanie Higgins, Crystal Desiree Primm |

### Панамериканские игры
| Год           | Место          | Игры           | Победы         | Поражения      | Состав команды                                                   |
| ------------- | -------------- | -------------- | -------------- | -------------- | ---------------------------------------------------------------- |
| 2019          | не участвовали | не участвовали | не участвовали | не участвовали | не участвовали                                                   |
| Сантьяго 2023 | 9              | 2              | 0              | 2              | Faatimah A, Jessica Fairweather, Tashawna Higgins, Crystal Primm |